# Дом Групильон
Дом Групильон — памятник архитектуры в Перми. Располагается на пересечении Пермской улицы и улицы Горького.

## История
Два дома на бывшей Соликамской улице были спроектированы в 1830-х гг. пермским архитектором И. И. Свиязевым в стиле классицизма. Они представляли собой два двухэтажных здания с высоким каменным первым этажом и деревянным верхом, который украсил строгий орнамент. Построен для купцов Марьиных. Владелица дома Татьяна Михайловна Марьина (урожденная Юхнева) вышла замуж вторым браком в 1856 г. за Павла Михайловича Групильона, бывшего в 1869—1871 годах пермским полицмейстером. Позднее до 1916 г. здесь жил со своей семьёй их сын, действительный статский советник Михаил Павлович Групильон, служивший прокурором окружного суда.
В 1919 г. в этих зданиях размещались инженерно-строительный, канализационный и водопроводный отделы. В дальнейшем дома использовались под жильё и имели удручающий внешний вид. Один из домов по адресу улица Максима Горького, 30 по решению Пермского облисполкома № 263 от 18.11.1991 был признан памятником архитектуры. В 2007 г. он был переведён из жилого фонда в статус административного здания и предложен к реконструкции, ныне он отреставрирован и занят стоматологической клиникой. Другой же дом спасти не удалось — он был снесён, а на его месте возникла новостройка.